# PowerColor
PowerColor là một nhãn hiệu card đồ hoạ Đài Loan của Tập đoàn TUL Corporation (撼訊科技) thành lập năm 1997. PowerColor có trụ sở văn phòng ở một số nước, bao gồm Đài Loan, Hà Lan và Hoa Kỳ. Chi nhánh Hoa Kỳ đặt tại California phục vụ cho các thị trường Bắc Mỹ và Mỹ Latin. TUL cũng có nhãn hiệu khác là VTX3D, phục vụ thị trường châu Âu và một số thị trường châu Á.